# Resolució 1638 del Consell de Seguretat de les Nacions Unides
La Resolució 1638 del Consell de Seguretat de les Nacions Unides fou adoptada per unanimitat l'11 de novembre de 2005. Després de recordar totes les resolucions anteriors sobre la situació a Libèria, Sierra Leone i Àfrica Occidental, el Consell incloïa la detenció, la detenció i la transferència al Tribunal Especial per a Sierra Leone de l'ex president de Libèria Charles Taylor en el mandat de la Missió de les Nacions Unides a Libèria (UNMIL).
L'ambaixador de Rússia Andrei Denisov va dir que la resolució enviaria un "fort senyal" a Charles Taylor que havia de ser detingut i jutjat.

## Resolució

### Observacions
El Consell va començar expressant el seu reconeixement a Nigèria i al seu president, Olusegun Obasanjo, pels esforços per restablir la pau i l'estabilitat a Libèria i Àfrica Occidental. Va reconèixer que el país havia actuat amb suport internacional quan va donar refugi a Charles Taylor temporalment. Al mateix temps, el Consell va determinar que el retorn de Taylor a Libèria amenaçaria l'estabilitat del país i que romandria sota acusació del Tribunal Especial. Nigèria s'havia negat a lliurar Charles Taylor, ja que infringia els termes del tracte pel qual fou acollit.

### Actes
La resolució, promulgada sota el Capítol VII de la Carta de les Nacions Unides, permetia a la UNMIL aturar i detenir Charles Taylor en el cas que tornés a Libèria i facilitar la seva transferència al Tribunal Especial per a Sierra Leone.